# Douglas C-54 Skymaster
Douglas C-54 Skymaster là một loại máy bay vận tải 4 động cơ, trang bị cho Không quân Lục quân Hoa Kỳ và quân đội Anh trong Chiến tranh thế giới II và Chiến tranh Triều Tiên. Giống như Douglas C-47 Skytrain, C-54 Skymaster được phát triển từ một loại máy bay dân dụng chở khách là Douglas DC-4.

## Tính năng kỹ chiến thuật (C-54G)
Đặc điểm tổng quát
- Kíp lái: 4
- Sức chứa: 50 lính
- Chiều dài: 93 ft 10 in (28,6 m)
- Sải cánh: 117 ft 6 in (35,8 m)
- Chiều cao: 27 ft 6 in (8,38 m)
- Diện tích cánh: 1.460 ft² (136 m²)
- Trọng lượng rỗng: 38.930 lb (17.660 kg)
- Trọng lượng có tải: 62.000 lb (28.000 kg)
- Trọng lượng cất cánh tối đa: 73.000 lb (33.000 kg)
- Động cơ: 4 × Pratt & Whitney R-2000-9, 1.450 hp (1.080 kW)  mỗi chiếc

 Hiệu suất bay 
- Vận tốc cực đại: 275 mph (239 kn, 442 km/h)
- Vận tốc hành trình: 190 mph (165 kn, 310 km/h)
- Tầm bay: 4.000 mi (6.400 km)
- Trần bay: 22.300 ft (6.800 m)
- Tải trên cánh: 42,5 lb/ft² (207 kg/m²)
- Công suất/trọng lượng: 0,094 hp/lb (160 W/kg)